# Hautot-l'Auvray
Hautot-l'Auvray is een gemeente in het Franse departement Seine-Maritime (regio Normandië) en telt 339 inwoners (1999). De plaats maakt deel uit van het arrondissement Le Havre.

## Geografie
De oppervlakte van Hautot-l'Auvray bedraagt 7,4 km², de bevolkingsdichtheid is 45,8 inwoners per km².
De onderstaande kaart toont de ligging van Hautot-l'Auvray met de belangrijkste infrastructuur en aangrenzende gemeenten.

## Demografie
Onderstaande figuur toont het verloop van het inwonertal (bron: INSEE-tellingen).